# Levin Öztunalı
Levin Mete Öztunalı (Amburgo, 15 marzo 1996) è un calciatore tedesco di origine turca, centrocampista dell'Amburgo.

## Biografia
Öztunalı è il nipote, da parte di madre, della leggenda del calcio tedesco Uwe Seeler.

## Carriera

### Club
Cresciuto calcisticamente nell'Amburgo, passa al Bayer Leverkusen nell'estate del 2013, dove viene aggregato dapprima alla seconda squadra, nella quale colleziona 13 presenze, 3 assist e 1 gol. La stagione successiva viene promosso in prima squadra dove esordisce, ufficialmente, nella partita casalinga pareggiata 3-3 contro il Werder Brema, giocando 61 minuti. Esordisce anche in Champions League nella partita casalinga vinta 3-1 contro il Benfica, subentrando a Karim Bellarabi.
Nel gennaio del 2015, per offrirgli l'opportunità di giocare con maggior continuità, viene ceduto in prestito al Werder Brema per una stagione e mezza.
Il 25 agosto 2016 il Bayer Leverkusen lo cede a titolo definitivo al Magonza.
Il 19 maggio 2021 viene annunciato il suo trasferimento all'Union Berlino.

### Nazionale

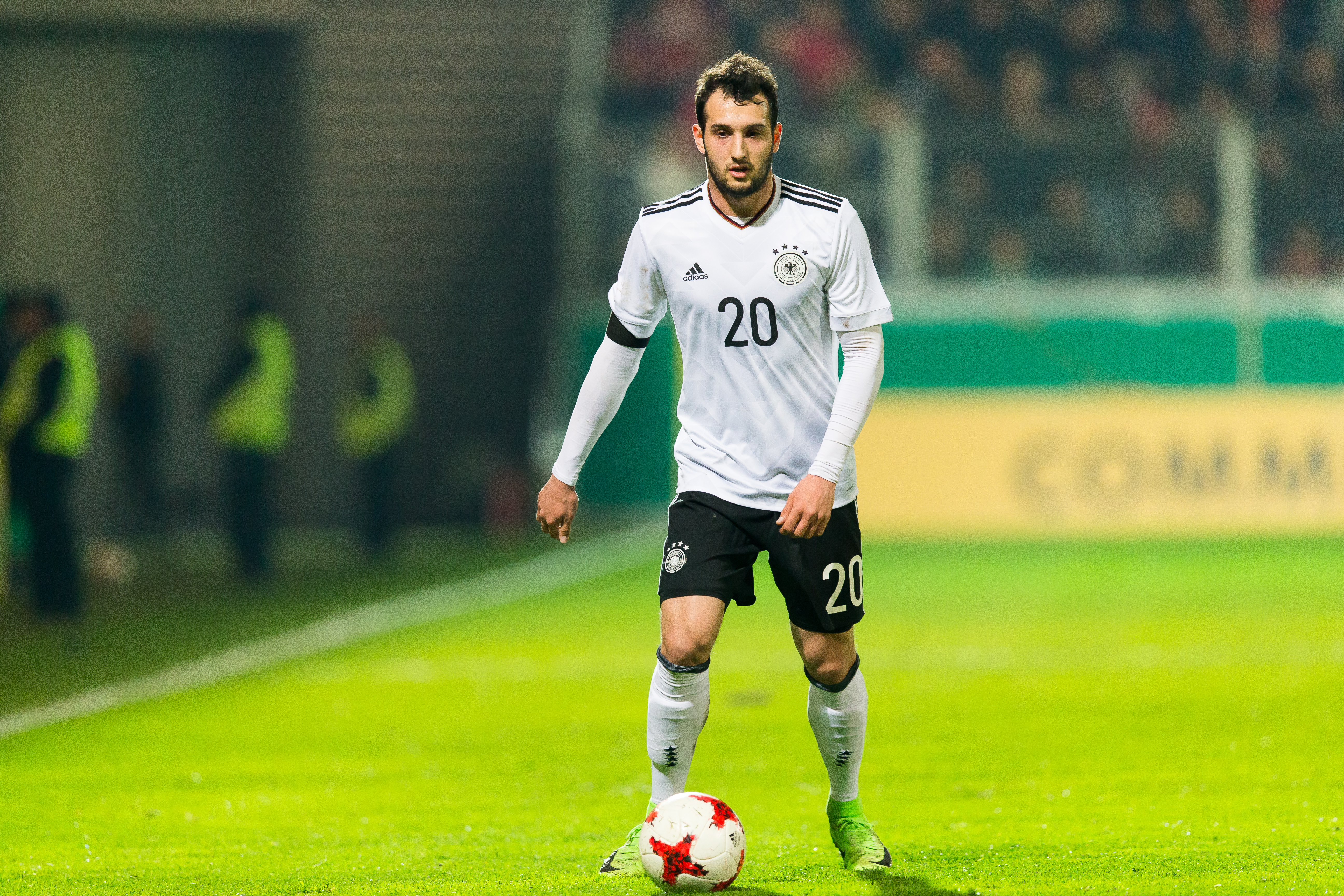
Öztunali con la nazionale tedesca U21

Öztunalı ha fatto parte delle nazionali giovanili tedesche Under-15, Under-16, Under-17, Under-19 e Under-20. Nel 2014 partecipa al vittorioso Europeo Under-19 dove colleziona 4 presenze, 1 rete segnata in semifinale contro i pari età dell'Austria, e 2 assist. Nel 2015 partecipa ai Mondiali Under-20 giocando 5 gare e segnando una rete l'11 giugno nella partita degli ottavi di finale vinta per 1-0 contro i pari età della Nigeria. Nel 2017 partecipa al vittorioso Europeo Under-21, dove colleziona 2 presenze.

## Statistiche

### Presenze e reti nei club
Statistiche aggiornate al 23 agosto 2024.
| Stagione                | Squadra                 | Campionato              | Campionato | Campionato | Coppe nazionali | Coppe nazionali | Coppe nazionali | Coppe continentali | Coppe continentali | Coppe continentali | Altre coppe | Altre coppe | Altre coppe | Totale | Totale | Totale |
| Stagione                | Squadra                 | Comp                    | Pres       | Reti       | Comp            | Pres            | Reti            | Comp               | Pres               | Reti               | Comp        | Pres        | Reti        | Pres   | Reti   |        |
| ----------------------- | ----------------------- | ----------------------- | ---------- | ---------- | --------------- | --------------- | --------------- | ------------------ | ------------------ | ------------------ | ----------- | ----------- | ----------- | ------ | ------ | ------ |
| 2013-2014               | Bayer Leverkusen II     | RL                      | 13         | 1          | -               | -               | -               | -                  | -                  | -                  | -           | -           | -           | 13     | 1      |        |
| 2013-2014               | Bayer Leverkusen        | BL                      | 9          | 0          | CG              | 0               | 0               | UCL                | 0                  | 0                  | -           | -           | -           | 9      | 0      |        |
| 2014-gen. 2015          | Bayer Leverkusen        | BL                      | 6          | 0          | CG              | 1               | 0               | UCL                | 1                  | 0                  | -           | -           | -           | 8      | 0      |        |
| Totale Bayer Leverkusen | Totale Bayer Leverkusen | Totale Bayer Leverkusen | 15         | 0          |                 | 1               | 0               |                    | 1                  | 0                  |             | -           | -           | 17     | 0      |        |
| 2014-2015               | Werder Brema            | BL                      | 16         | 1          | CG              | 1               | 0               | -                  | -                  | -                  | -           | -           | -           | 17     | 1      |        |
| 2015-2016               | Werder Brema            | BL                      | 25         | 1          | CG              | 4               | 0               | -                  | -                  | -                  | -           | -           | -           | 29     | 1      |        |
| Totale Werder Brema     | Totale Werder Brema     | Totale Werder Brema     | 41         | 2          |                 | 5               | 0               |                    | -                  | -                  |             | -           | -           | 46     | 2      |        |
| 2016-2017               | Magonza                 | BL                      | 30         | 5          | CG              | 1               | 0               | UEL                | 5                  | 1                  | -           | -           | -           | 36     | 6      |        |
| 2017-2018               | Magonza                 | BL                      | 25         | 0          | CG              | 1               | 0               | -                  | -                  | -                  | -           | -           | -           | 26     | 0      |        |
| 2018-2019               | Magonza                 | BL                      | 15         | 0          | CG              | 1               | 0               | -                  | -                  | -                  | -           | -           | -           | 16     | 0      |        |
| 2019-2020               | Magonza                 | BL                      | 27         | 4          | CG              | 0               | 0               | -                  | -                  | -                  | -           | -           | -           | 27     | 4      |        |
| 2020-2021               | Magonza                 | BL                      | 17         | 1          | CG              | 1               | 0               | -                  | -                  | -                  | -           | -           | -           | 18     | 1      |        |
| Totale Magonza          | Totale Magonza          | Totale Magonza          | 114        | 10         |                 | 4               | 0               |                    | 5                  | 1                  |             | -           | -           | 123    | 11     |        |
| 2021-2022               | Union Berlino           | BL                      | 18         | 0          | CG              | 1               | 0               | UECL               | 5                  | 0                  | -           | -           | -           | 24     | 0      |        |
| 2022-2023               | Union Berlino           | BL                      | 2          | 0          | CG              | 0               | 0               | -                  | -                  | -                  | -           | -           | -           | 2      | 0      |        |
| Totale Union Berlino    | Totale Union Berlino    | Totale Union Berlino    | 20         | 0          |                 | 1               | 0               |                    | 5                  | 0                  |             | -           | -           | 26     | 0      |        |
| 2023-2024               | Amburgo                 | 2L                      | 19         | 0          | CG              | 3               | 0               | -                  | -                  | -                  | -           | -           | -           | 22     | 0      |        |
| 2024-2025               | Amburgo                 | 2L                      | 2          | 0          | CG              | 0               | 0               | -                  | -                  | -                  | -           | -           | -           | 2      | 0      |        |
| Totale Amburgo          | Totale Amburgo          | Totale Amburgo          | 21         | 0          |                 | 3               | 0               |                    | -                  | -                  |             | -           | -           | 24     | 0      |        |
| Totale carriera         | Totale carriera         | Totale carriera         | 224        | 13         |                 | 14              | 0               |                    | 11                 | 1                  |             | -           | -           | 249    | 14     |        |

## Palmarès

### Nazionale
- Campionato d'Europa Under-19: 1

Ungheria 2014
- Campionato d'Europa Under-21: 1

Polonia 2017